# St Paul's Survives
St Paul's Survives é uma foto tirada em Londres durante o ataque aéreo noturno de 29–30 de dezembro de 1940, a 114ª noite da Blitz da Segunda Guerra Mundial. Mostra a Catedral de São Paulo, iluminada por fogueiras e cercada pela fumaça de edifícios em chamas. Foi feita pelo fotógrafo Herbert Mason na madrugada de 30 de dezembro, do telhado da Northcliffe House, dos escritórios do jornal Daily Mail, na Tudor Street, perto da Fleet Street.
A foto se tornou um símbolo da resistência e coragem britânicas e é considerada uma das imagens icônicas da Blitz. Tornou-se "instantaneamente famoso" e transformou a Catedral num "símbolo de união, sobrevivência e sofrimento". O ataque durante o qual a foto foi tirada ficou conhecido como o " Segundo Grande Incêndio de Londres ": mais de 160 pessoas morreram, mais de 500 ficaram feridas e centenas de edifícios foram destruídos.